# Wittchendorf
Wittchendorf ist ein Ortsteil von Langenwetzendorf im Landkreis Greiz in Thüringen.

## Lage
Wittchendorf liegt auf einer erhöhten kupierten Ebene des Thüringer Schiefergebirges an der Bundesstraße 92 südlich von Hohenölsen und nördlich von Wildetaube. In der Gemarkung befinden sich neben einer größeren baulichen Anlage ein Wasserspeicher. Die Flur ist mit bewaldeten Hainen durchsetzt. Die Struktur des Reihendorfes wird durch die Gelängeflur (1905: 372 ha) bestimmt.

## Geschichte
Am 4. Oktober 1209 wurde der Ortsteil erstmals urkundlich genannt (Wittigendorf – Siedlung eines Wittigo). 87 Einwohner leben 2012 im Ortsteil, zur Volkszählung 1946 waren es noch 187. Die wenigen Anwesen gehörten zum Kloster Mildenfurth. Am 1. Januar 1960 wurde der Ort in die Gemeinde Wildetaube eingemeindet. Diese wurde am 31. Dezember 2013 aufgelöst und nach Langenwetzendorf eingemeindet, wodurch Wittchendorf ein Ortsteil dieser Gemeinde wurde.

## Sehenswürdigkeiten
Eine Panorama-Fernsicht bietet sich dem Besucher an der Kreuztanne, einem schon im 19. Jahrhundert erwähnten Aussichtspunkt zwischen Altgernsdorf und Wittchendorf in 385,8 m ü. NHN, an dem seit 2007 ein 12,5 m hoher Aussichtsturm steht. Die alte Kirche (1609) mit der wertvollen Bohlenmauer gehört zur Parochie Teichwitz. Einige Fachwerkhöfe, die im Zug der Ortsbildsanierung erneuert wurden, bestimmen das Ortsbild.